# قطعة 1 يورو
قطعة €1 يورو هي القطعة النقدية السابعة لليورو (بترتيب تصاعدي للقيمة) في التداول. وهي صادرة عن دول منطقة اليورو والدول التي أبرمت اتفاقيات مع السلطات الأوروبية (أندورا وموناكو وسان مارينو والفاتيكان) ، والتي تصدرها حاليًا 23 دولة. صدرت قطعة 1 يورو عام 1999 ، وقد تم تداولها منذ عام 2002 في البلدان التي اعتمدت اليورو.
اعتبارًا من 1 يناير 2020 ، كان هناك 7,562,384,683 قطعة 1 يورو متداولة داخل منطقة اليورو.[بحاجة لمصدر]
في يوليو 2019 ، كان هناك ما يقرب من 7.5 مليار عملة معدنية (قطعة 1 يورو) متداولة، تشكل 25.3 ٪ من جميع العملات المعدنية المتداولة باليورو من حيث القيمة و 5.6 ٪ من حيث الكمية.

## مكونات وقياسات القطعة
تتكون القطع النقدية من نوعين من المعادن. تتكون الدائرة الداخلية من ثلاث طبقات (النحاس والنيكل/ والنيكل /

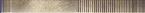
الحافة الجانبية لقطعة 1 يورو

والنحاس والنيكل) والحلقة الخارجية من النحاس والنيكل ، مما يمنح العملة مظهرًا بلونين.
يبلغ قطر العملة المعدنية 23.25 ملم وسمكها 2.33 ملم وكتلتها 7.5 جرام. تتكون حواف العملات من أجزاء متناوبة: ثلاثة ناعمة وثلاثة مضلعة بدقة. تم استخدام العملات المعدنية منذ عام 2002 ، على الرغم من أن بعضها مطروح عام 1999 ، وهو العام الذي تم فيه إنشاء اليورو كعملة، ولكن لم يتم تداوله بشكل عام.[بحاجة لمصدر]